# 圓對稱
在數學物理領域，一個定義域為二維空間的函數，假若只與離某參考點的距離有關，則此函數具有圓對稱性（circular symmetry）。對於一組以此參考點為圓心的同心圓，在同一個同心圓的每一個位置，函數值都相同。
在一個與帶電流的電線垂直的平面，磁場具有圓對稱性。一個具有圓對稱性的圖案是由同心圓構成的。

## 球對稱性
延伸至三維空間，對應的術語是球對稱性（spherical symmetry）。假若，一個純量場只與離某參考點的距離有關，則此純量場具有球對稱性。例如，連心勢像重力勢或電勢都具有球對稱性。
假若，一個向量場，方向都是朝內的徑向方向或都是朝外的徑向方向。大小僅與離參考點的距離有關，則此向量場具有球對稱性。例如，連心力像重力或靜電力都具有球對稱性。

## 圓柱對稱性
在三維空間裡，設定一條直軸。在三維空間的每一個位置，假若一個函數只與這位置離一條直軸的距離有關，則稱此函數具有圓柱對稱性（cylindrical symmetry）。以設定的直軸為圓柱軸心，位於同一個圓柱面的點都具有同樣的函數值。
例如，一條筆直的無限長電線，其電流所造成的磁場，具有圓柱對稱性。離此無限長電線同距離位置的磁場，大小都相同。

## 參閱
- 旋轉不變性
- 球對稱位勢
- 高斯定律
- 安培定律